# Amimone (Eschilo)
Amimone è un dramma satiresco di Eschilo oggi perduto, ad eccezione di 2 frammenti.

## Trama
La terra di Argo era senz'acqua, poiché Poseidone aveva prosciugato anche le fonti a causa della sua rabbia contro Inaco, perché aveva testimoniato che la regione apparteneva a Era. 
Danao invia le sue figlie ad attingere acqua: una di loro, Amimone, mentre era alla ricerca di acqua, scaglia un dardo contro un cervo e colpisce un satiro dormiente. Quello, alzatosi, tenta di violentarla; ma Poseidone appare sulla scena, il satiro fugge e Poseidone rivela ad Amimone: 
e il mio essere il tuo compagno.»
(Fr. 4 M. - trad. A. D'Andria)
Il dio, infine, le mostra le fonti a Lerna.